# Isotomedia triseta
Genre
Espèce
Isotomedia triseta, unique représentant du genre Isotomedia, est une espèce de collemboles de la famille des Isotomidae.

## Distribution
Cette espèce est endémique de Nouvelle-Zélande.

## Publication originale
- Salmon, 1944 : New genera, species and records of New Zealand Collembola, and a discussion of Entomobrya atrocincta Sohott. Records of the Dominion Museum, Wellington, New Zealand, vol. 1, p. 123-182.